# Majar Šarífová
Majar Šarífová (arabsky ميار شريف أحمد عبد العزيز‎, Mayar Sherif Ahmed Abdel-Aziz, * 5. května 1996 Káhira) je egyptská profesionální tenistka. Ve své dosavadní kariéře na okruhu WTA Tour vyhrála jeden turnaj ve dvouhře a dva ve čtyřhře. Sedm singlových a dvě deblové trofeje přidala v sérii WTA 125. V rámci okruhu ITF získala devět titulů ve dvouhře a šest ve čtyřhře. Jako první Egypťanka vyhrála zápas v hlavní soutěži grandslamu, když na úvod Australian Open 2021 zdolala Paquetovou. Na Parma Ladies Open 2022 se pak stala první egyptskou tenistkou, která ovládla turnaj túry WTA.
Na žebříčku WTA byla ve dvouhře nejvýše klasifikována v červnu 2023 na 31. místě a ve čtyřhře v březnu 2025 na 67. místě. Od šestnácti let ji trénuje Justo González Martínez. Připravuje se ve valencijském Elche.
V egyptském týmu Billie Jean King Cupu debutovala v roce 2011 káhirským základním blokem 3. skupiny zóny Evropy a Afriky proti Tunisku, v němž vyhrála s Magy Azizovou čtyřhru. Egypťanky přesto odešly poraženy 1:2 na zápasy. Do července 2024 v soutěži nastoupila k dvaceti pěti mezistátním utkáním s bilancí 13–7 ve dvouhře a 12–6 ve čtyřhře.
Na Afrických hrách 2019 v marockém Rabatu získala tři zlaté medaile, když vyhrála dvouhru, ženskou čtyřhru se sestrou Ranou Šarífovou a jako členka egyptského družstva i týmovou soutěž. Již z Afrických her 2011 v Maputu si odvezla zlato ze čtyřhry, stříbro ze soutěže družstev a bronz z dvouhry.
Po zisku rabatského zlata Egyptský olympijský výbor oznámil, že se jako nejvýše postavená Egypťanka v historii žebříčku WTA kvalifikovala na Letní olympijské hry 2020 do Tokia spolu s krajanem Mohamedem Safwatem. Žádný egyptský tenista v předchozí historii nikdy nezasáhl do olympijského turnaje. V prvním kole ženské dvouhry ji vyřadila Švédka Rebecca Petersonová
O dva roky starší sestra Rana Šarífová je také tenistka, s níž společně nastupovala za klub kalifornské státní univerzity Fresno State Bulldogs. V roce 2018 vystudovala bakalářský obor tělovýchovné lékařství na Pepperdine University v Malibu.

## Tenisová kariéra
V rámci událostí okruhu ITF debutovala v říjnu 2010, když na turnaj v egyptském Ain Soukhna s dotací 10 tisíc dolarů obdržela divokou kartu. V úvodním kole dvouhry podlehla Rusce Galině Fokinové z osmé světové stovky a neuspěla ani ve čtyřhře s krajankou El Kamashovou. Premiérový titul na této úrovni tenisu vybojovala během ledna 2013 v Šarm aš-Šajchu na události s rozpočtem deset tisíc dolarů. Ve finále přehrála Bulharku Aleksandrinu Najdenovovou.

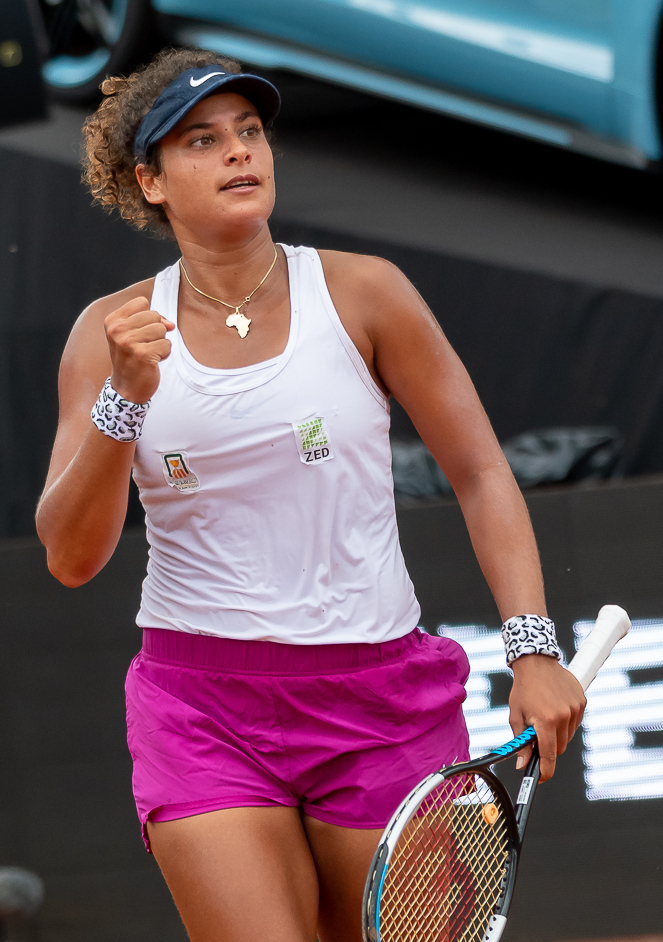
Na klužském Winners Open 2021 prohrála ve finále

Premiérovou kvalifikační soutěž v nejvyšší grandslamové kategorii odehrála na Australian Open 2020, kde ji v prvním kole vyřadila sto čtyřicátá druhá žena klasifikace, Američanka Ann Liová. Na okruhu WTA Tour debutovala srpnovým Prague Open 2020. Po zvládnuté tříkolové kvalifikaci podlehla na úvod singlové soutěže Němce Lauře Siegemundové ze sedmé světové desítky, přestože získala úvodní set. V tříkolové kvalifikaci French Open 2020 neztratila žádný set. Poprvé se tak probojovala do hlavní grandslamové soutěže. Na úvod dvouhry podlehla Karolíně Plíškové, přestože získala první sadu po odvrácení osmi setbolů až v tie-breaku 11:9. Z kvalifikační soutěže postoupila také na Australian Open 2021, kde v úvodním kole dvouhry přehrála francouzskou kvalifikantku Chloe Paquetovou. Stala se tak první Egypťankou, která vyhrála zápas v hlavní soutěži grandslamu.
Na antukovém Winners Open 2021 hraném v Kluži postoupila vůbec jako první Egypťanka do finále dvouhry turnaje na hlavním ženském okruhu. Cestou turnajem do finále neztratila ani set, než ji ve finále deklasovala turnajová dvojka Andrea Petkovicová. Bodový zisk jí zajistil, že se vůbec jako první hráčka reprezentující Egypt, dostala do první stovky žebříčku WTA, když jí v následném vydání patřilo 97. místo. Jako poražená finalistka odešla i deblové soutěže. Na antukový Parma Ladies Open 2022 přijela v pozici sedmdesáté čtvrté ženy žebříčku. Přes Američanku Lauren Davisovou a šestou nasazenou Rumunku Anu Bogdanovou postoupila do druhého kariérního finále. V něm premiérově zdolala členku elitní světové desítky, sedmou v pořadí Mariu Sakkariovou z Řecka po dvousetovém průběhu. Stala se tak historicky první Egypťankou, která na okruhu WTA Tour získala titul.
Na okruhu WTA 125 2022 získala nejvyšší počet tří singlových titulů, když zvítězila v Marbelle, chilské Colině a Karlsruhe, kde s Pannou Udvardyovou ovládla i čtyřhru.

## Finále na okruhu WTA Tour
| Legenda                  |
| ------------------------ |
| D – dvouhra; Č – čtyřhra |
| Grand Slam (0)           |
| Turnaj mistryň (0)       |
| WTA 1000 (0)             |
| WTA 500 (1–0 Č)          |
| WTA 250 (1–2 D; 1–2 Č)   |

### Dvouhra: 3 (1–2)
| Stav       | č. | datum           | turnaj         | kategorie | povrch | soupeřka ve finále | výsledek |
| ---------- | -- | --------------- | -------------- | --------- | ------ | ------------------ | -------- |
| Finalistka | 1. | 8. srpna 2021   | Kluž, Rumunsko | WTA 250   | antuka | Andrea Petkovicová | 1–6, 1–6 |
| Vítězka    | 1. | 1. října 2022   | Parma, Itálie  | WTA 250   | antuka | Maria Sakkariová   | 7–5, 6–3 |
| Finalistka | 2. | 25. května 2024 | Rabat, Maroko  | WTA 250   | antuka | Peyton Stearnsová  | 2–6, 1–6 |

### Čtyřhra: 4 (2–2)
| Stav       | č. | datum         | turnaj               | kategorie | povrch | spoluhráčka        | soupeřky ve finále                       | výsledek              |
| ---------- | -- | ------------- | -------------------- | --------- | ------ | ------------------ | ---------------------------------------- | --------------------- |
| Finalistka | 1. | 7. srpna 2021 | Kluž, Rumunsko       | WTA 250   | antuka | Katarzyna Piterová | Natela Dzalamidzeová Kaja Juvanová       | 3–6, 4–6              |
| Finalistka | 2. | 8. ledna 2022 | Melbourne, Austrálie | WTA 250   | tvrdý  | Tereza Martincová  | Kateřina Siniaková Bernarda Peraová      | 2–6, 7–6(9–7), [5–10] |
| Vítězka    | 1. | 15. září 2024 | Monastir, Tunisko    | WTA 250   | tvrdý  | Anna Blinkovová    | Alina Kornějevová Anastasija Zacharovová | 2–6, 6–1, [10–8]      |
| Vítězka    | 2. | březen 2025   | Mérida, Mexiko       | WTA 500   | tvrdý  | Katarzyna Piterová | Anna Danilinová Irina Chromačovová       | 7–6(7–2), 7–5         |

## Finále série WTA 125
| Legenda                  |
| ------------------------ |
| D – dvouhra; Č – čtyřhra |
| WTA 125 (7–4 D; 2–4 Č)   |

### Dvouhra: 11 (7–4)
| Stav       | č. | datum         | turnaj                  | povrch | soupeřka ve finále        | výsledek           |
| ---------- | -- | ------------- | ----------------------- | ------ | ------------------------- | ------------------ |
| Vítězka    | 1. | září 2021     | Karlsruhe, Německo      | antuka | Martina Trevisanová       | 6–3, 6–2           |
| Vítězka    | 2. | duben 2022    | Marbella, Španělsko     | antuka | Tamara Korpatschová       | 7–6(7–1), 6–4      |
| Vítězka    | 3. | květen 2022   | Karlsruhe, Německo (2)  | antuka | Bernarda Peraová          | 6–2, 6–4           |
| Vítězka    | 4. | listopad 2022 | Colina, Chile           | antuka | Kateryna Baindlová        | 3–6, 7–6(7–3), 7–5 |
| Vítězka    | 5. | červen 2023   | Makarska, Chorvatsko    | antuka | Jasmine Paoliniová        | 2–6, 7–6(8–6), 7–5 |
| Vítězka    | 6. | červen 2023   | Valencie, Španělsko     | antuka | Marina Bassols Riberová   | 6–3, 6–3           |
| Finalistka | 1. | květen 2024   | Lleida, Španělsko       | antuka | Kateřina Siniaková        | 4–6, 6–3, 3–6      |
| Finalistka | 2. | květen 2024   | Parma, Itálie           | antuka | Anna Karolína Schmiedlová | 5–7, 6–2, 4–6      |
| Finalistka | 3. | červen 2024   | Makarska, Chorvatsko    | antuka | Katie Volynetsová         | 6–3, 2–6, 1–6      |
| Finalistka | 4. | červenec 2024 | Contrexéville, Francie  | antuka | Lucia Bronzettiová        | 4–6, 7–6(7–4), 5–7 |
| Vítězka    | 7. | listopad 2024 | Buenos Aires, Argentina | antuka | Katarzyna Kawaová         | 6–3, 4–6, 6–4      |

### Čtyřhra: 6 (2–4)
| Stav       | č. | datum         | turnaj                  | povrch | spoluhráčka        | soupeřky ve finále                            | výsledek         |
| ---------- | -- | ------------- | ----------------------- | ------ | ------------------ | --------------------------------------------- | ---------------- |
| Finalistka | 1. | září 2021     | Karlsruhe, Německo      | antuka | Katarzyna Piterová | Irina Baraová Jekatěrine Gorgodzeová          | 3–6, 6–2, [7–10] |
| Vítězka    | 1. | květen 2022   | Karlsruhe, Německo      | antuka | Panna Udvardyová   | Jana Sizikovová Alison Van Uytvancková        | 5–7, 6–4, [10–2] |
| Finalistka | 2. | listopad 2022 | Colina, Chile           | antuka | Tamara Zidanšeková | Jana Sizikovová Aldila Sutjiadiová            | 1–6, 6–3, [7–10] |
| Finalistka | 3. | květen 2024   | Lleida, Španělsko       | antuka | Katarzyna Piterová | Ellen Perezová Nicole Melicharová-Martinezová | 5–7, 2–6         |
| Vítězka    | 2. | listopad 2024 | Colina, Chile           | antuka | Nina Stojanovićová | Léolia Jeanjeanová Kristina Mladenovicová     | w/o              |
| Finalistka | 4. | listopad 2024 | Buenos Aires, Argentina | antuka | Laura Pigossiová   | Maja Chwalińská Katarzyna Kawaová             | 4–6, 6–3, [7–10] |

## Tituly na okruhu ITF
| Legenda         | Legenda         |
| --------------- | --------------- |
| Turnaje W100    | Turnaje W80     |
| Turnaje W75/W60 | Turnaje W50     |
| Turnaje W35/W25 | Turnaje W15/W10 |

### Dvouhra (9 titulů)
| Č. | datum         | turnaj                    | kategorie | povrch | poražená finalistka      | výsledek      |
| -- | ------------- | ------------------------- | --------- | ------ | ------------------------ | ------------- |
| 1. | leden 2013    | Šarm aš-Šajch, Egypt      | W10       | tvrdý  | Aleksandrina Najdenovová | 6–2, 2–6, 6–1 |
| 2. | únor 2019     | Šarm aš-Šajch, Egypt      | W15       | tvrdý  | Simona Waltertová        | 6–4, 1–6, 6–3 |
| 3. | květen 2019   | Káhira, Egypt             | W15       | antuka | Simona Waltertová        | 6–2, 6–1      |
| 4. | červen 2019   | Tabarka, Tunisko          | W15       | antuka | Bárbara Gaticová         | 6–4, 6–4      |
| 5. | červen 2019   | Tabarka, Tunisko          | W15       | antuka | Nina Stadlerová          | 6–3, 6–2      |
| 6. | červen 2019   | Madrid, Španělsko         | W25       | tvrdý  | Eva Guerrero Álvarezová  | 6–2, 6–3      |
| 7. | srpen 2019    | Las Palmas, Španělsko     | W25       | antuka | Leonie Küngová           | 6–1, 6–0      |
| 8. | březen 2020   | Antalya, Turecko          | W25       | antuka | Dalma Gálfiová           | 6–4, 6–3      |
| 9. | listopad 2020 | Charleston, Spojené státy | W100      | antuka | Katarzyna Kawaová        | 6–2, 6–3      |

### Čtyřhra (6 titulů)
| Č. | datum         | turnaj               | kategorie | povrch | spoluhráčka         | poražené finalistky                    | výsledek               |
| -- | ------------- | -------------------- | --------- | ------ | ------------------- | -------------------------------------- | ---------------------- |
| 1. | červenec 2013 | Šarm aš-Šajch, Egypt | W10       | tvrdý  | Lynn Kirová         | Alina Michejevová Anna Morginová       | 6–3, 6–2               |
| 2. | červenec 2013 | Šarm aš-Šajch, Egypt | W10       | tvrdý  | Zuzana Zlochová     | Sowjanya Bavisettiová Rišika Sunkarová | 7–5, 6–3               |
| 3. | červenec 2017 | Šarm aš-Šajch, Egypt | W15       | tvrdý  | Rutudža Bhosaleová  | Čchen Pchej-süan Wu Fang-sien          | 3–6, 6–3, [10–5]       |
| 4. | červen 2019   | Tabarka, Tunisko     | W15       | antuka | Alica Rusová        | Lena Lutzeierová Nina Stadlerová       | 6–4, 4–6, [10–4]       |
| 5. | červenec 2019 | Baja, Maďarsko       | W25       | antuka | Melanie Klaffnerová | Réka Luca Janiová Lara Saldenová       | 6–2, 4–6, [10–8]       |
| 6. | březen 2020   | Antalya, Turecko     | W25       | antuka | Réka Luca Janiová   | Melis Sezerová İpek Özová              | 6–7(8–10), 6–1, [10–3] |